# Sericodes
Sericodes, monotipski rod dvoliskovica, dio potporodsice Morkillioideae, red Zygophyllales)
Jedina vrsta je meksički endem S. greggii koji raste primarno u pustinjama ili u suhim biomima grmlja država Durango, Coahuila, Nuevo Leon, i druge. Rod je prvi puta opisan u Smithsonian Contr. Knowl. 3(5): 28 (1852)

## Sinonimi
Nema.